# シーブイエー
株式会社シーブイエー（愛称：CVA）は、静岡県伊東市にあるケーブルテレビで放送を行う放送局である。

## 概要
- 1983年（昭和58年）10月に設立。CATVコミュニティ放送やテレビ番組の企画・制作などCM企画制作をはじめ各種講演会・演奏会などの映像制作やブライダルビデオ・司会などが主な事業である。IKCを除いた伊東市内の各ケーブルテレビ局が各家庭への分配のみで自主制作機能を持たない為、同局が肩代わりでCVA121・122chとしてコミュニティ放送を行っている。
- 伊東市全域をサービスエリアとしている。CVA121ch（CVA121chは東豆有線、伊東テレビクラブ加入者のみ。伊豆急ケーブルネットワーク、伊東アンテナ協会加入者はIKC122chで視聴）を通じて放送を行っている。

## 本社所在地
- 静岡県伊東市竹の内2-3-19

## CVAコミュニティチャンネル
- 伊東市内のニュースをはじめ観光地の紹介や地域密着番組などをCVAコミュニティとしてデジタル121ch（デジタルチャンネルは東豆有線、伊東テレビクラブ加入者のみ）を通じて放送している。
- 122chはCVAバラエティとして、IKC（いるかチャンネル121chの内容）の番組などを放送している。
- 1983年（昭和58年）の開局時より、関東広域圏で使われていない2ch（静岡県域ではNHK教育テレビジョンで使用）を利用してアナログ放送を行っていた。デジアナ変換終了に伴い、2015年（平成27年）3月12日正午に終了した。
- 交通情報、気象情報など緊急時の情報はL字画面で伝える。
- 2011年（平成23年）4月5日から、コミュニティ放送での地上デジタル放送を開始。（東豆有線、伊東テレビクラブ加入者のみ）当初はアナログ放送と同等の4:3比率の標準画質での放送を行っていたが、放送機器更新により2015年（平成27年）3月10日からデジタル放送において16:9ハイビジョンでの放送を開始した。（一部番組を除く）
  - 2015年（平成27年）3月10日の放送機器更新によりデジタル放送では時刻表示と画面右上にチャンネルロゴ表示が表示されるようになった。（通販番組放送時は非表示。）
  - デジタル放送の16:9ハイビジョン化の為、アナログ放送では停波までの間、全ての番組で常時レターボックスで放送されていた。
- 16:9ハイビジョン化当初は、一部の番組のみハイビジョン制作であったが、2017年（平成29年）1月現在はほぼ全ての番組がハイビジョン制作となっている。
- 2011年（平成23年）4月のデジタル放送開始当初はデータ放送を実施してなかったが、2016年（平成28年）11月1日にデータ放送を開始している。データ放送の内容は市内の生活情報を中心に提供している。
- 伊豆急ケーブルネットワーク（伊東市地区のみ）と伊東アンテナ協会は、12chをIKCコミュニティチャンネル「いるかチャンネル」として使用しており、アナログ2chのみでの配信が続いていたが、IKCでのデジアナ変換終了に伴い、2015年（平成27年）3月12日からデジタル122ch（いるかチャンネル2）でCVAの番組が放送を開始した。現在は一部時間帯のみの放送となっており、全体の約4割程度にとどまっている（IKC122ch番組表からCVA放送時間を割り出し、24時間放送を行っているものとして計算）。
  - IKC側からは122chでのCVA制作枠の放送時間を拡大や、CVAを別チャンネルでの放送に移行する予定は出ていない。
  - 反対に東豆有線と伊東テレビクラブは、「いるかチャンネル」をアナログ5chのみでの配信を続けてきたが、同様の理由で同日よりデジタル122ch（CVAバラエティ）でIKC121chの番組が放送されている。現在はほぼ全ての時間帯で放送されている（CVA122ch番組表からIKC放送時間を割り出し、24時間放送を行っているものとして計算。なお、QVCテレビショッピングはショップチャンネルに差し替え）。

### コミュニティチャンネル 放送エリア
- 静岡県伊東市の以下のケーブルテレビで視聴。
  - 伊豆急ケーブルネットワーク（伊東市地区のみ。デジタル122chで一部番組を放送している。アナログ2chとして配信していたが、2015年（平成27年）3月12日から、デジタル122chでCVAの一部番組が放送を開始した。デジタル12chは同局がいるかチャンネルとして使用済み）
  - 伊東アンテナ協会（デジタル122chで一部番組を放送している。アナログ2chのみ配信していたが、2015年（平成27年）3月12日からデジタル122chでCVAの一部番組が放送を開始した。デジタル12chはIKCのいるかチャンネルとして使用済み。）
  - 東豆有線（デジタル121・122chとして配信を行っている。2015年（平成27年）3月12日からデジタル122chでIKCの番組が放送されている。）
  - 伊東テレビクラブ（デジタル121・122chとして配信を行っている。2015年（平成27年）3月12日からデジタル122chでIKCの番組が放送されている。）

### 主な自主制作番組
2015年（平成27年）3月12日以降、IKC・伊東アンテナ協会のいるかチャンネル122chで一部時間帯に放送されている番組は※で示す。（CVA基本番組表　IKC発表の122chでの番組表より塗りつぶし部分を抜粋）
2018年（平成30年）4月2日現在。
※[HD]はハイビジョン制作
- NEWS-ITO 20××（月〜金 18:00 - 18:28〔生〕・再放送あり）：※  [HD]
- NEWS-WEEKLY（土 18:00 - 18:28・再放送あり）：※  [HD]
- 週末ワイドもぎたて生テレビ（土曜 15:00 - 16:00〔生〕・再放送あり）：※  [HD]
- 市役所からのお知らせ（毎日 9:00 - 9:15・再放送あり）：※  [HD]
- グッチ＆ウッチーのぐるぐるワンダーランド ぐうなみ！（毎日 7:00 - 7:30・再放送あり）：※  [HD]
- ふれあい広場（月〜金 11:00 - 12:00・再放送あり）：※  [HD]
- もぎたてリポート（毎日 7:30 - 7:45・再放送あり）：※  [HD]
- いいとこみつけた！（毎日 9:15 - 9:30・再放送あり）：※  [HD]
- オレンジちゃんねる〜Usami元気！ （毎日 12:00 - 12:10・再放送あり） [HD]
- 観光情報「花といでゆの街・伊東」（月～木 5:00 - 5:30 土 11:30 - 12:00・土曜日のみ再放送あり）：※ [HD]
- 見てネット（毎日 10:30 - 10:40・再放送あり）：※  [HD]
- 文字放送（毎日 2:00 - 3:00・再放送なし） [HD]
- 伊東温泉けいりんダイジェスト（開催日 20:30 - 21:00・再放送あり）未開催日はグッチ&ウッチーのぐるぐるワンダーランド ぐうなみ！を放送。：※  [HD]
- 伊豆東海岸情報カメラ（毎日 5:30 - 6:00・再放送あり）：※  [HD]
- 伊東市議会生中継（開会日のみ）：※  [HD]
- 按針祭海の花火大会生中継（2012年からIKCと共同制作、IKCでは122chで放送。）：※  [HD]

#### 過去の自主制作番組
- ネッキーとあそぼう わんぱく☆パラダイス（2011年4月 - 2012年9月）
- This 伊豆 パラダイス
- クイズ ブレインハッカー
- 小さなあんよ
- お悔やみ・イベント情報
- 伊東温泉花笠踊り生中継（シーブイエー本社前の道路を通過する様子を中継。2014年まで放送。）

### シーブイエーで放送される他ケーブルテレビ局・他社制作番組
※[HD]はハイビジョン制作

#### 伊豆急ケーブルネットワーク制作
2015年（平成27年）3月12日以降、122chで放送開始。
- IKCネットワークニュース（月〜金 18:00 - 18:20〔生〕・再放送あり）  [HD]
- IKCネットワークニュースダイジェスト（土・日 18:00 - 18:20・再放送あり）  [HD]
- お天気情報（月〜金 18:28 - 18:30・再放送あり） ウェザーニューズ提供。
- いい伊豆みつけた（毎日 7:55 - 8:25 ・再放送あり） [HD]
- 完全アポなし 撮って出しTV! 見聞まま （毎日 9:30 - 9:45・再放送あり）　[HD]　2016年（平成28年）4月4日放送開始。「完全アポなし撮って出しTV！」をキャッチフレーズに地域に住む人々に突撃インタビュー。人々の「飾らない普段着な今」を見たまま・聞いたまま（見聞まま）紹介する人情物語であり、いるかチャンネルの看板番組として放送される。
- IKCウィークリースペシャル （土、日 10:00 - 12:00・再放送あり） [HD]
- まる勝通信（月〜土 18:30 - 18:45・再放送あり） [HD]
- インフォマーシャル（伊豆東海岸のレジャー施設の紹介などを中心に放送。再放送あり） [HD]
- もじナビ。 （毎日 10:00 - 10:30・再放送あり） [HD]
- お悔やみ情報（毎日 7:50 - 7:55・再放送あり） [HD]
- 伊東温泉競輪レースダイジェスト （開催日 20:30 - 21:00・再放送あり） [HD]
- 伊東温泉競輪 最終3レース実況生中継 （通常開催時 14:00 - 17:00、ナイター開催時 19:00 - 21:00〔生〕） [HD]

#### 他社制作番組
- サントリーテレビショッピング （サントリーウェルネス制作。毎日 9:30〜10:00・再放送なし） ※121chのみで放送。[HD]
- ショップチャンネル テレビショッピング （ショップチャンネル制作。ショップチャンネルをサイマル放送。） [HD]

他 121・122ch共に様々な他社制作番組を放送している。

### アナウンサー
- 岩﨑恵美子
- 岩本 薫
- 加藤貴子
- 土屋愛美
- 西野千鶴
- 岬 麻紀

## イメージキャラクター
- シーブくん
  - みかんをモデルにしている。

## 関連頂目
- 伊豆急ケーブルネットワーク（デジタル122chで一部番組を放送している。伊東市地区のみ。2015年（平成27年）3月12日からデジタル122chでCVAの一部番組が放送を開始した。デジタル121chは同局がいるかチャンネルとして使用済み）
- 東豆有線（デジタル121・122chとして配信を行っている。）
- 伊東テレビクラブ（デジタル121・122chとして配信を行っている。）
- ネッキーとあそぼう わんぱく☆パラダイス　2011年（平成23年）4月 〜 2012年（平成24年）9月に放送されていた幼児向け番組。動画サイト(YouTube)でも配信されていた。
- ケーブルテレビ局の一覧
- ケーブルテレビ
- 区域外再放送
- 日本ケーブルテレビ連盟